# Lagos de Moreno
Lagos de Moreno là một đô thị thuộc bang Jalisco, México. Năm 2005, dân số của đô thị này là 140001 người.